# Witalij Tyszczenko
Witalij Hryhorowycz Tyszczenko (ukr. Віталій Григорович Тищенко, ur. 28 lipca 1957 w Nosówce) – ukraiński lekkoatleta, średnio- i długodystansowiec, medalista halowych mistrzostw Europy w 1985, olimpijczyk. W czasie swojej kariery reprezentował Związek Radziecki.

## Kariera sportowa
Odpadł w półfinale biegu na 1500 metrów na igrzyskach olimpijskich w 1980 w Moskwie. Zajął 5. miejsce na tym dystansie na mistrzostwach Europy w 1982 w Atenach.
Zdobył brązowy medal w biegu na 3000 metrów na halowych mistrzostwach Europy w 1985 w Pireusie, przegrywajć jedynie z Bobem Verbeeckiem z Belgii i  Thomasem Wessinghage z Republiki Federalnej Niemiec.
Był mistrzem Związku Radzieckiego w biegu na 1500 metrów w 1981 oraz w biegu na 5000 metrów w 1984, 1987 i 1988 oraz wicemistrzem w biegu na 1500 metrów w 1982 i 1984. W hali był mistrzem ZSRR w biegu na 3000 metrów w 1985 oraz brązowym medalista w tej konkurencji w 1984 i w biegu na 1500 metrów w 1985.
Rekordy życiowe Tyszczenki:
- bieg na 1500 metrów – 3:35,8 (23 maja 1980, Soczi)
- bieg na 2000 metrów – 5:05,6 (6 maja 1980, Kiszyniów)
- bieg na 3000 metrów – 7:49,80 (10 lipca 1985, Lozanna)
- bieg na 5000 metrów – 13:38,29 (7 czerwca 1986, Leningrad)
- bieg na 3000 metrów (hala) – 7:54,91 (1984)